# Belvedere (wódka)

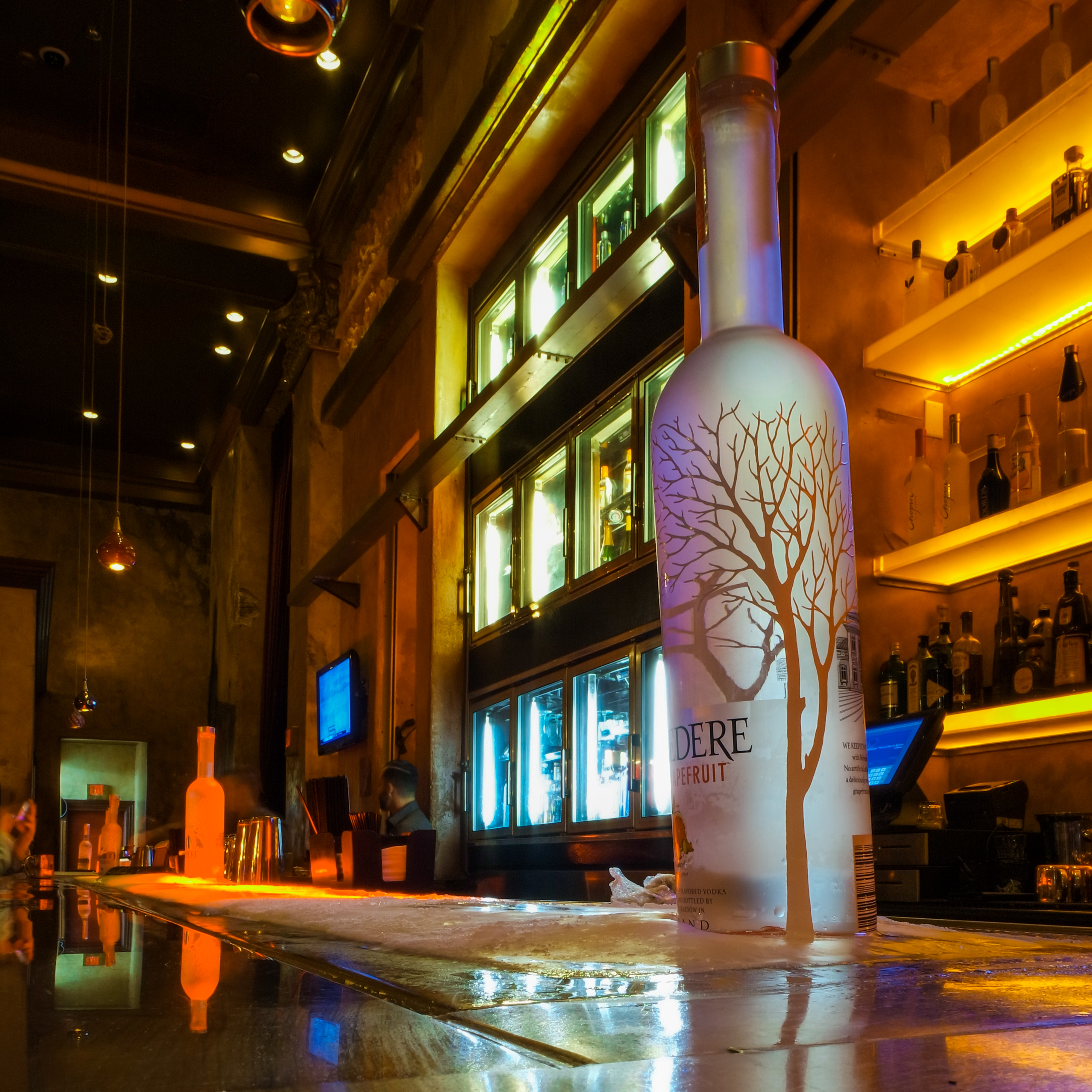
Belvedere

Belvedere (klasa super premium) – luksusowa polska wódka zbożowa, produkowana wyłącznie w Polsce, w Żyrardowie.
Belvedere jest czterokrotnie destylowana, produkowana w małych partiach. Na butelce widnieje pałac Belweder (wł. Belvedere – piękny widok), siedziba Naczelnika Państwa i (w różnych okresach) Prezydenta RP. Każda butelka jest dokładnie sprawdzana pod względem dokładności wzorów, ilości alkoholu itd. Wódka jest eksportowana na cały świat, w 1996 roku weszła na rynek amerykański.
W teście wódek klasy super premium magazynu Logo w roku 2007 zajęła pierwsze miejsce.
Wódka Belvedere jest jedną z marek LVMH, który jest największym na świecie producentem dóbr luksusowych. W Polsce wyłącznym dystrybutorem wódki Belvedere jest Moët Hennessy Polska Sp. z o.o.